# Wilhelm Roloff (Mediziner)
Wilhelm Roloff (* 7. Januar 1899 in Harburg an der Elbe; † 5. August 1949 in Regensburg) war ein deutscher Pneumologe und Tuberkuloseforscher.

## Leben
Wilhelm Roloff, aufgewachsen in Malente, machte im Juni 1917 das Abitur am Oldenburgischen Gymnasium Eutin, kurz danach folgte die Einberufung zum Kriegsdienst hauptsächlich im Osten. Als er im April 1919 zurückkehrte, begann er das Medizinstudium in Berlin; er studierte bis 1923 dort und für zwei Semester in Freiburg im Breisgau. Während dieser Zeit war er Famulus am Kreiskrankenhaus Salzwedel, an der Universitätsklinik Freiburg und am Krankenhaus Moabit (Berlin). Als Medizinalpraktikant arbeitete Roloff am Krankenhaus Berlin-Reinickendorf. 1924 wurde er approbiert. Seine Promotionsarbeit behandelte das Thema „Über einen Fall von syphilitischer Infektion des Kindes während der Geburt“. Von 1924 bis 1926 war er Volontärassistent an der Frauenklinik der Charité unter dem Ordinarius Ernst Bumm. Hier entwickelte Roloff eine spezielle Schlaufe zur Bein-Haltung während der Geburt. 1926 wurde er Assistenzarzt an der Chirurgischen Abteilung des Diakonissenkrankenhauses Bethanien, Berlin. Im Dezember 1926 erkrankte er an Tuberkulose, die bis April 1927 in einem Sanatorium in Davos (Schweiz) behandelt wurde und ausheilte. Hier fiel sein Entschluss, Lungenfacharzt zu werden. Mittelpunkt seiner Arbeit war die Erforschung und Therapie der Lungentuberkulose mit dem Blick auf soziale und psychosomatische Einflüsse. 
Von 1927 bis 1928 war er als Assistenzarzt an der Heilstätte Belzig (Mark Brandenburg) tätig, von 1928 bis 1933 Assistenzarzt und Oberarzt im Tuberkulosekrankenhaus Sommerfeld (Osthavelland) bei Hellmuth Ulrici. 1933/1934 war Roloff Leiter der Lungenfürsorge Berlin-Charlottenburg. 1935 folgte die Anerkennung als Facharzt für Lungenkrankheiten. Von 1934 bis 1945 war er Chefarzt des Tuberkulosekrankenhauses Treuenbrietzen (Mark Brandenburg). 1935 heiratete er die medizinisch-technische Angestellte Ingeborg Wittekindt (1909–1996); zwischen 1936 und 1944 wurden in Treuenbrietzen deren vier Söhne geboren. 1937 setzte er sich erfolgreich dafür ein, zur Erinnerung an Robert Koch eine Gedenktafel an dem Haus anzubringen, in dem Koch im Treuenbrietzener Nachbarort Niemegk 1868/1869 gelebt hatte. 1939 habilitierte er sich über „Die Prognose der Lungentuberkulose des Erwachsenen“ an der Friedrich-Wilhelms-Universität Berlin. Von 1939 bis 1945 war er als Stabsarzt der Reserve und Oberstabsarzt eingesetzt. Er diente als Chefarzt des Reservelazaretts für Lungenkranke in Treuenbrietzen, teils in Frankreich.
Nach Kriegsende und kurzer amerikanischer Gefangenschaft arbeitete er als Lungenfacharzt an Krankenhäusern in Herzogsägmühle bei Schongau und Sonthofen im Allgäu; ab Mai 1946 war er Chefarzt der Lungenheilstätte Donaustauf bei Regensburg. 1949 starb er nach kurzer schwerer Krankheit in einem Regensburger Krankenhaus.
Roloff war Mitglied des Beirates der Deutschen Tuberkulose-Gesellschaft. Beim ersten Nachkriegskongress der Deutschen Tuberkulose-Gesellschaft in Wiesbaden (5. bis 8. Oktober 1948) wurde ein von ihm formulierter Appell an „die Völker und Regierungen der Welt“ beschlossen, alles zu unternehmen, Frieden zu wahren und wegen der „andrängenden Tuberkulosewelle für alle Menschen das Recht auf eine angemessene Lebensform mit ausreichender Ernährung und Wohnung, Arbeit und Erholung“ zu sichern.
Der Medizinjournalist Eckart Roloff ist der jüngste Sohn von Wilhelm Roloff.

## Wilhelm und Ingeborg Roloff-Preis
Zur Erinnerung an Wilhelm und Ingeborg Roloff verleiht die Deutsche Lungenstiftung alle zwei Jahre den Wilhelm und Ingeborg Roloff-Preis für herausragende journalistische Beiträge zur Lungenheilkunde. Er wurde gestiftet von deren vier Söhnen und 1998 zum ersten Mal vergeben.

## Schriften (Auswahl)
- Zur Kollapsbehandlung lungentuberkulöser Schwangerer. In: Zentralblatt für Gynäkologie. 1929, S. 2972.
- mit Walter Pagel: Zur Virulenz der Tuberkelbazillen bei der Lungentuberkulose. In: Beiträge zur Klinik der Tuberkulose. Bd. 72 (1929), S. 685 ff.
- Dauererfolge der Lungenkollapsbehandlung. Statistischer Bericht über 1128 Fälle aus den Jahren 1918–1928. In: Beiträge zur Klinik der Tuberkulose. Bd. 78 (1931), S. 495 ff.
- Ehestandsdarlehen und Tuberkulose. In: Deutsches Tuberkuloseblatt. Jahrgang 8 (1934), S. 88 f.
- Die Erfassung und Unterbringung Tuberkulöser. Ein Wegweiser für die Praxis. In: Ärzteblatt für Brandenburg. 1936, S. 13 f.
- Der Tuberkulöse als Seidenbauer. In: Der Öffentliche Gesundheitsdienst. Jahrgang 3 (1937), H. 18, S. 621–624
- Robert Koch als märkischer Landarzt [in Niemegk]. In: Ärzteblatt für Berlin, Mark Brandenburg und Pommern. Nr. 33/34 vom 12./19. August 1939, S. 631 ff.
- Die Prognose der Lungentuberkulose des Erwachsenen. Medizinische Habilitationsschrift Berlin 1939.
- Die Tuberkulose als Problem in Afrika. In: Die Medizinische Welt. Jahrgang 14 (1941), S. 1184 ff.
- Das Lebensalter als Gestaltungsfaktor der Lungentuberkulose. In: Die Tuberkulose. Ein Handbuch in fünf Bänden. Barth, Leipzig 1943, Bd. 1.
- Tuberkulose-Lexikon für Ärzte und Behörden. Thieme, Stuttgart 1943; 2. Auflage 1949.
- Erkennen und Erfassen der Lungentuberkulose. In: Ärztliche Wochenschrift. Jahrgang 1./2. (1947), H. 41/42, S. 656 ff.
- Tuberkulose. In: Rudolf Schoen (Hrsg.): Innere Medizin (= Naturforschung und Medizin in Deutschland 1939–1946. Bd. 74). Teil I. Dieterich, Wiesbaden 1948, S. 320–342.
- Die Lungentuberkulose. Eine Einführung. Springer, Berlin/Göttingen/Heidelberg 1948.
- Tuberkulose und Persönlichkeit. Versuch einer Psychopathologie der Tuberkulose. In: Psyche. Jahrgang 3 (1949/1950), S. 732–740 (Nachdruck in Heft 10/2012 der Zeitschrift Pneumologie unter DOI:10.1055/s-0032-1325661).